# Jacques Joubert
Jacques Joubert (South Bend, Indiana, 1971. március 23. –) amerikai válogatott jégkorongozó.

## Karrier
Komolyabb karrierjét a Princetoni Egyetemen kezdte 1990-ben majd még ebben az évben a North Iowa Huskieshoz került. Egy év szünet után a Bostoni Egyetemen kezdett játszani, ahol 1992–1995 között volt az egyetemi csapat tagja. Az 1993-as NHL Supplemental Drafton a Dallas Stars csapata választotta ki. Képviselte hazáját az 1995-ös jégkorong-világbajnokságon. 1995–1996-ban az IHL-es Peoria Rivermenben szerepelt. A következő évet a szintén IHL-es Milwaukee Admiralsban és az AHL-es Rochester Americansban töltötte. 1997–1998-ban az ECHL-es Tallahassee Tiger Sharksban játszott. A szezon közben Európába ment szerencsét próbálni. Fél idényt az osztrák ligában, egy-egy idényt pedig a német és dán ligában játszott. 2000-ben vonult vissza.

## Díjai
- NCAA (East) Második All-American Csapat: 1994
- NCAA (Hockey East) bajnok: 1994
- NCAA (New England) Walter Brown-díj: 1994
- NCAA (Hockey East) bajnok: 1995
- NCAA-bajnok: 1995